# Magia
Magia (tiếng Anh: Magic) là album đầu tay của nữ ca sĩ người Colombia Shakira. Album là tuyển chọn những ca khúc được cô sáng tác khi cô 8 tuổi. Shakira thu âm album ký hợp đồng với hãng Sony Music Colombia vào năm 1991 khi cô chỉ mới 14 tuổi. Album tiêu thụ hơn 1200 bản. Hiện nay album không còn tồn tại vì đã quá lâu và chỉ tiêu thụ trong nước Columbia.

## Đĩa đơn
- "Magia" (1990)
- "Lejos De Tu Amor" (1991)
- "Esta Noche Voy Contigo" (1991)
- "Sueños" (1991)

## Danh sách track
1. "Sueños" (Dreams) (Shakira Mebarak) – 3:47
2. "Esta Noche Voy Contigo" (Tonight I'm Going With You) (Miguel Enrique Cubillos) – 3:53
3. "Lejos De Tu Amor" (Far From Your Love) (Pablo, Tedeschi) – 3:09
4. "Magia" (Magic) (Shakira Mebarak) – 4:43
5. "Cuentas Conmigo" (You Can Count On Me) (Juanita Loboguerrero, Miguel Enrique Cubillos) – 4:01
6. "Cazador De Amor" (Love Hunter) (Shakira Mebarak) – 3:07
7. "Gafas Oscuras" (Dark Glasses) (Shakira Mebarak) – 3:13
8. "Necesito De Ti" (I Need You) (Shakira Mebarak) – 3:41
9. "Lejos De Tu Amor (Versión Remix)" (Pablo Tedeschi) – 3:13